# 緬因號戰艦 (BB-10)
緬因號戰艦（舷號BB-10）是一艘隸屬於美國海軍的戰艦，為緬因級戰艦的首艦。她是美軍第二艘以緬因州為名的軍艦。
緬因號在1898年於費城的克雷普父子造船廠（William Cramp & Sons Ship & Engine Building Co.）開始建造，並在1901年下水，最終在1902年服役。稍後緬因號參與美國大白艦隊（Great White Fleet）的環球航行。美國參與第一次世界大戰後，緬因號主要在外海訓練，並在1920年退役。1922年緬因號出售拆解。